# Iron Man 3 (banda sonora)
La banda sonora de Iron Man 3 corresponde a toda la música que fue escrita y compuesta para la película Iron Man 3 de Shane Black.
La partitura de la película fue lanzada el 30 de abril de 2013, bajo el nombre de «Iron Man 3 (Original Motion Picture Soundtrack)», mientras que el álbum recopilatorio fue publicado el mismo día como «Iron Man 3: Heroes Fall» y contó con la participación de bandas como Imagine Dragons, AWOLNATION y Passion Pit.

## Iron Man 3 (Original Motion Picture Soundtrack)
«Iron Man 3 (Original Motion Picture Score)» es la banda sonora de la película Iron Man 3, compuesta y dirigida por Brian Tyler, e interpretada por la Orquesta Filarmónica de Londres, y lanzada por Hollywood Records y Marvel Music el 30 de abril de 2013.

### Composición
Brian Tyler, compositor de la banda sonora, reconoció que la música de la película necesitaba ser más oscura y melódica, en comparación de las canciones previamente compuestas por Ramin Djawadi y John Debney, acorde al cambio en la vida de Tony Stark luego de los eventos de The Avengers.
Para ello, la Orquesta Filarmónica de Londres grabó la banda sonora en Abbey Road Studios y fue dirigida por el mismo Tyler.

### Lista de canciones
Todas las canciones fueron compuestas por Brian Tyler.
| N.º     | Título                                    | Duración |  |
| 1.      | «Iron Man 3»                              | 2:24     |  |
| 2.      | «War Machine»                             | 7:19     |  |
| 3.      | «Attack on 10880 Malibu Point»            | 4:36     |  |
| 4.      | «Isolation»                               | 2:01     |  |
| 5.      | «Dive Bombers»                            | 2:24     |  |
| 6.      | «New Beginnings»                          | 3:55     |  |
| 7.      | «Extremis»                                | 5:07     |  |
| 8.      | «Stark»                                   | 4:32     |  |
| 9.      | «Leverage»                                | 2:16     |  |
| 10.     | «The Mandarin»                            | 2:37     |  |
| 11.     | «Heat and Iron»                           | 5:43     |  |
| 12.     | «Misfire»                                 | 3:27     |  |
| 13.     | «Culmination»                             | 2:30     |  |
| 14.     | «The Mechanic»                            | 3:44     |  |
| 15.     | «Hot Pepper»                              | 4:42     |  |
| 16.     | «Another Lesson from the Mandarin»        | 2:57     |  |
| 17.     | «Dr. Wu»                                  | 2:41     |  |
| 18.     | «Return»                                  | 6:20     |  |
| 19.     | «Battle Finale»                           | 3:57     |  |
| 20.     | «Can You Dig It (Iron Man 3 Main Titles)» | 2:42     |  |
| 1:15:53 |                                           |          |  |

## Iron Man 3: Heroes Fall (Music Inspired by the Motion Picture)
«Iron Man 3: Heroes Fall (Music Inspired by the Motion Picture)» es un álbum recopilatorio de varios artistas, con canciones inspiradas en Iron Man 3 (2013). Fue producido por Mitchell Leib y Dave Jordan y lanzado el 30 de abril de 2013 por medio de Hollywood Records.

### Composición
«Iron Man 3: Heroes Fall» cuenta con canciones de rock alternativo y hard rock, compuestas e inspiradas específicamente para Iron Man 3. Sin embargo, solamente «Some Kind of Joke» de AWOLNATION aparece dentro del film, mientras que otras canciones, como «Big Bad Wolves» de Walk the Moon y «Redemption» de Redlight King, fueron escritas exclusivamente para el álbum.
Además, tras el lanzamiento del álbum, la pista «Ready! Aim! Fire!» de Imagine Dragons, pasó a llamarse «Ready Aim Fire».

### Lista de canciones
| Iron Man 3: Heroes Fall (Music Inspired by the Motion Picture) |                                                                  |                  |          |  |
| N.º                                                            | Título                                                           | Artistas         | Duración |  |
| 1.                                                             | «Ready Aim Fire»                                                 | Imagine Dragons  | 4:02     |  |
| 2.                                                             | «Some Kind of Joke»                                              | AWOLNATION       | 4:55     |  |
| 3.                                                             | «Some Kind Of Monster»                                           | Neon Trees       | 3:49     |  |
| 4.                                                             | «American Blood»                                                 | Passion Pit      | 4:25     |  |
| 5.                                                             | «No Time»                                                        | Rogue Wave       | 3:17     |  |
| 6.                                                             | «One Minute More»                                                | Capital Cities   | 3:42     |  |
| 7.                                                             | «Back to the Start»                                              | Mr Little Jeans  | 4:07     |  |
| 8.                                                             | «Keep Moving»                                                    | Andrew Stockdale | 3:03     |  |
| 9.                                                             | «Redemption»                                                     | Redlight King    | 3:41     |  |
| 10.                                                            | «Big Bad Wolves»                                                 | Walk the Moon    | 2:10     |  |
| 11.                                                            | «Bad Guy»                                                        | 3OH!3            | 3:08     |  |
| 12.                                                            | «Let's Go All the Way» (feat. Ashley Hamilton & Robbie Williams) | The Wondergirls  | 4:31     |  |
| 1:15:53                                                        |                                                                  |                  |          |  |

### Créditos
Adaptados del booklet de «Iron Man 3: Heroes Fall».
Ready Aim Fire
- Interpretado por Imagine Dragons.
- Escrito por Dan Reynolds, Alexander Grant y Josh Mosser.
- Publicado por Songs Of Universal, Inc./Imagine Dragons Publishing (BMI)/JMosser Music (BMI).
- Producido por Alex Da Kid para KIDinaKORNER.
- Grabado por Josh Mosser.[13]
- Mezclado por Manny Marroquin en “Larrabee Studios”.

Imagine Dragons
- Dan Reynolds: Voz.
- Wayne Sermon: Guitarra.
- Ben McKee: Bajo.
- Daniel Platzman: Batería.

Cortesía de KIDinaKORNER/Interscope Records, bajo licencia para Universal Music Enterprises.
Some Kind of Joke
- Interpretado por AWOLNATION.
- Escrito por Aaron R. Bruno.
- Publicado por AWOLNATION Music (BMI) - Administrado por Songs Of Kobalt Music Publishing.
- Producido por Aaron R. Bruno.
- Producción Adicional por Eric Stenman.
- Grabado y Mezclado por Eric Stenman en “Red Bull Studio”.

AWOLNATION
- Aaron R. Bruno: Voz, Guitarras, Sintetizador, Batería y Programación.

Cortesía de Red Bull Records.
Some Kind of Monster
- Interpretado por Neon Trees.
- Escrito por Tyler Glenn, Sam Hollander y Dave Katz.
- Publicado por Neon Trees Music (BMI)/Downtown DMP Songs (BMI)/Universal Music Corp./Mayday Malone (ASCAP)/Songs Of Universal, Inc./Reptillian Music (BMI).
- Producido por Sam Hollander y Dave Katz.
- Producción Adicional por Neal Avron.
- Mezclado por Neal Avron.

Neon Trees
- Tyler Glenn: Voz y teclados.
- Branden Campbell: Bajo.
- Christopher Allen: Guitarras.
- Elaine Bradley: Batería y Voces de Fondo.

Neon Trees aparece por cortesía de The Island Def Jam Music Group.
American Blood
- Interpretado por Passion Pit.
- Escrito por Michael Angelakos.
- Publicado por Sony/ATV Songs LLC/Boat Builder Music Publishing LLC (BMI).
- Producido por Chris Zane y Michael Angelakos.
- Grabación y Producción Adicional por Alex Aldi en “Gigantic Studios”.
- Mezclado por Chris Zane y Alex Aldi en “Gigantic Studios”.

Passion Pit
- Michael Angelakos: Voz, Instrumentos y Programación.

Cortesía de Columbia Records por arreglo de Sony Music Licensing.
No Time
- Interpretado por Rogue Wave.
- Escrito por Zack Rogue.
- Publicado por Clean Your Homefish Music (BMI).

Cortesía de Vagrant Records.
One Minute More
- Interpretado por Capital Cities.
- Escrito por Ryan Merchant y Sebu Simonian.
- Publicado por Takacs Music Publishing/Sony/ATV Ballad (BMI)/Lazy Hooks Music/Sony/ATV Allegro (ASCAP).
- Producido por Ryan Merchant y Sebu Simonian.
- Mezclado por Capital Cities en “Stereo Train” (Burbank, California).

Cortesía de Capitol Records bajo licencia de Universal Music Enterprises.
Back to the Star
- Interpretado por Mr Little Jeans.
- Escrito por Monica Birkenes, Alexander Burke y Brian Tyler.
- Publicado por Marvel Comics Music (ASCAP) y Marvel Superheroes Music (BMI).
- Producido por Tim Anderson.
- Coproducido por Monica Birkens y Drew McFadder.
- Mezclado por Chris Mullings.

Mr Little Jeans aparece por cortesía de Sony Music Entertainment Australia Pty / Ltd.
Keep Moving
- Interpretado por Andrew Stockdale.
- Escrito por Andrew Stockdale.
- Publicado por Universal - Songs Of Polygram Int., Inc. (BMI).
- Producido por Andrew Stockdale.
- Mezclado por Vance Powell.

Cortesía de Universal Music Australia Pyt / Ltd. bajo licencia para Universal Music Enterprises.
Redemption
- Interpretado por Redlight King.
- Escrito por Mark Kasprzyk y Wally Gagel.
- Publicado por Seven Peaks Music (ASCAP) o/b/o itself y Fast Knucklehead Publishing (ASCAP)/Production Club Music (ASCAP).
- Producido y Mezclado por Wally Gagel y Xandy Barry de Wax Ltd.
- Coproducido por Mark Kasprzyk.
- Ingeniería por Wally Gagel y Xandy Barry.
- Ingeniería Adicional por Tyler Gordon.

Big Bad Wolves
- Interpretado por Walk the Moon.
- Escrito por Nicholas Petricca, Eli Maiman, Kevin Ray y Sean Waugaman.
- Publicado por Anna Sun Music (ASCAP)/Verb To Be Music (ASCAP)/What A Raucous Music (ASCAP)/Treat Me Better Tina (ASCAP).
- Producido por Walk The Moon.
- Grabado y Mezclado por Ashley Shepherd.

Bad Guy
- Interpretado por 3OH!3.
- Escrito por 3OH!3.
- Publicado por EMI Blackwood Music Inc. o/b/o itself/Master Falcon Music y Dick Jams (BMI).
- Producido, Grabado y Mezclado por 3OH!3.

Cortesía de Photo Finish Records LLC.
Producido bajo licencia para Atlantic Recording Corp.
Let's Go All the Way
- Interpretado por The Wondergirls, con Ashley Hamilton y Robbie Williams.
- Escrito por Gary L. Cooper.
- Publicado por MusicAllStars BV/Sony/ATV Music Publishing BV (BUMA), Lifo Music administrado por Spirit One Music (BMI).
- Producido por Jay Gordon.
- Mezclado por Jay Baumgardner.

The Wondergirls aparece por cortesía de Across The Universe Records.
Robbie Williams aparece por cortesía de Farrell Music, Ltd.

## Música adicional
Música no incluida en la banda sonora de Iron Man 3, pero que aparece en la película:
| Title                                       | Length | Performer(s) | Key Scenes/Notes                                                |
| ------------------------------------------- | ------ | ------------ | --------------------------------------------------------------- |
| "Blue (Da Ba Dee)"                          | 4:40   | Eiffel 65    | La canción aparece en el intro de la película.                  |
| "Mambo No. 5 (A Little Bit of...)"          | 3:39   | Lou Bega     | Suena de fondo durante la escena retrospectiva situada in 1999. |
| "Jingle Bells" (Bombay Dub Orchestra Remix) | 3:45   | Joe Williams | Suena cuando Tony prueba por primera vez su armadura Mark 42.   |

## Listas
Desempeño de Iron Man 3 (Original Motion Picture Soundtrack) en listas.
| Lista (2014)                               | Máxima posición |
| ------------------------------------------ | --------------- |
| Estados Unidos (Billboard Top Soundtracks) | 5               |

Desempeño de Iron Man 3: Heroes Fall en listas.
| Lista (2013)                               | Máxima posición |
| ------------------------------------------ | --------------- |
| Estados Unidos (Billboard 200)             | 16              |
| Estados Unidos (Billboard Top Soundtracks) | 1               |